# Pseudosparna mantis
Pseudosparna mantis es una especie de escarabajo longicornio del género Pseudosparna, categorizada en la tribu Acanthocinini, de la subfamilia Lamiinae. Fue descrita por Devesa & Santos-Silva en 2020.
Mide 6,5-7,5 mm de longitud. Se distribuye por América Central: Costa Rica.